# Симулятор жизни
Симулятор жизни (англ. life simulation game) — жанр компьютерных игр, в котором игрок управляет жизнью одного или нескольких виртуальных существ. Является поджанром жанра стратегий, симулятора бога или экономических симуляторов. Как правило, симуляторы жизни не имеют конкретной цели.
Симуляторы жизни могут фокусироваться на биологическом (пример — Spore) или социальном (пример — The Sims) аспекте жизни. Первые позволяют игроку экспериментировать c генетикой живых существ, моделируют экологические системы, особое место среди них занимают симуляторы эволюции. Вторые основываются на социальном взаимодействии между живыми существами — их общении и работе. Особое положение в жанре занимают симуляторы домашних животных.
Особенно большое число популярных симуляторов жизни было разработано компанией Maxis (названия большинства её игр начинаются со слова Sim), в 1997 году купленной Electronic Arts.

## Представители жанра
- Градостроительный симулятор — в этих играх симулируется строительство и управление городом. Представители жанра, как правило, относятся к экономическим стратегиям. В играх такого рода обычно нет определённой цели, по достижении которой игра заканчивается; целью является сам процесс обустройства города.
- Симулятор выживания — здесь основной целью игрока является сохранение жизни виртуального персонажа на фоне множества угрожающих ему опасностей.